# Festival de Naples 1957
Le cinquième festival de la chanson napolitaine s'est tenu à Naples du 16 au 18 mai 1957,.

## Charts, chansons et chanteurs
| Position | Chanson                                | Auteurs                                                           | Artiste                                  | Votes |
| -------- | -------------------------------------- | ----------------------------------------------------------------- | ---------------------------------------- | ----- |
| 1re      | Malinconico autunno                    | (V. De Crescenzo et F. Rendine)                                   | Marisa Del Frate                         | 119   |
| 2e       | Lazzarella                             | (Domenico Modugno)                                                | Aurelio Fierro                           | 63    |
| 3e       | 'Nnammurate dispettuse Napule sole mio | (Vincenzo De Crescenzo e Furio Rendine) (D. Furnò et N. Oliviero) | Gloria Christian avec Giacomo Rondinella | 14    |
| 4e       | L'urdemo raggio 'e luna                | (Roberto Fiore et Antonio Vian)                                   | Grazia Gresi                             | 12    |
| 5e       | Felicità                               | (Tito Manlio et Salvatore D'Esposito)                             | Giacomo Rondinella                       | 11    |
| 6e       | Si' comm'a n'ombra                     | (Rino Da Positano et Alfredo Giannini)                            | Miranda Martino                          | 9     |
| 7e       | Storta va...... deritta vene           | (Petrucci, Sgueglia et Romeo)                                     | Aurelio Fierro                           | 9     |
| 8e       | Serenatella 'e maggio                  | (Vincenzo De Crescenzo et N. Oliviero)                            | Nunzio Gallo                             | 7     |
| 9e       | 'O treno d' 'a fantasia                | (A. Cesario et L. Ricciardi)                                      | Gloria Christian                         | 5     |

### Non-finalistes

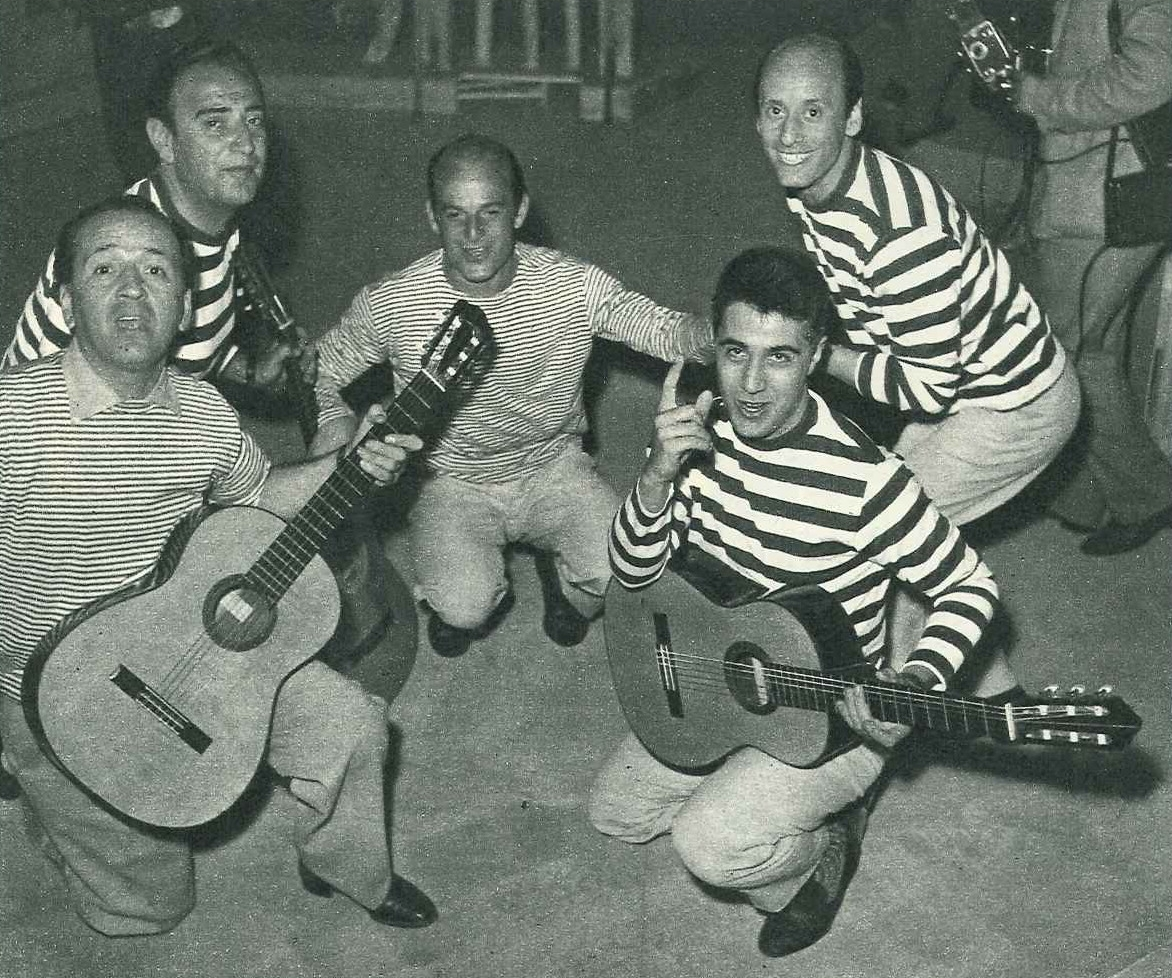
Les cinq guitaristes du Festival: de gauche à droite, Amedeo Pariante, Ugo Calise, Armando Romeo, Fausto Cigliano et Sergio Centi.

| Chanson                | Auteurs                                  | Artiste                          |
| ---------------------- | ---------------------------------------- | -------------------------------- |
| Tutto me parla 'e te   | (Balena et A. Staffelli)                 | Nino Nipote                      |
| Comm'a na stella       | (A. Gargiulo et A. et G. Spagnolo)       | Miranda Martino                  |
| Che resta cchiu'       | (Zanfagna, Landi et Ricciardi)           | Gabriele Vanorio                 |
| M' 'e mparato a canta' | (Gigi Pisano et Giorgio Conte)           | Luciano Glori                    |
| Bene mio               | (Vincenzo De Crescenzo et Furio Rendine) | Marisa Del Frate                 |
| Stellamarina           | (Gigi Pisano et Eduardo Alfieri)         | Gabriele Vanorio                 |
| Luna parlante          | (Gigi Pisano et Furio Rendine)           | Luciano Glori                    |
| Cantammola sta canzone | (C. Da Vinci et T. Fusco)                | Grazia Gresi avec Aurelio Fierro |
| Suonno 'e fantasia     | (Francesco Saverio Mangieri)             | Nunzio Gallo                     |
| Passiggiatella         | (Nisa et Furio Rendine)                  | Nino Nipote                      |

## Orchestre
Dirigé par le maestro Giuseppe Anepeta (it). Points forts pour les guitaristes Ugo Calise, Sergio Centi, Fausto Cigliano, Amedeo Pariante et Armando Romeo,.